# Toxopsiella perplexa
Toxopsiella perplexa là một loài nhện trong họ Deinopidae. T. perplexa được miêu tả năm 1964 bởi Raymond Robert Forster.